# Jilin
Jilin (ou Kirin; 吉林 em chinês) é uma província da República Popular da China, cuja capital é Changchun. Fica na região Nordeste da China.

## Geografia
A Província de Jilin está localizado no centro geográfico do Nordeste da Ásia, no interior do Nordeste da China. Encontra-se entre a longitude leste 121° 38' e 131° 19' e a latitude norte 40° 50' a 46° 19', possui 769,62 km de comprimento de oeste para leste e 606,57 km de largura de norte a sul. É adjacente à província de Liaoning no sul, Mongólia Interior no oeste e Província de Heilongjiang no norte; Permanece contíguo a Rússia no leste e faz fronteira com a República Popular Democrática da Coreia ao longo do rio Tumen e do rio Yalu no sudeste.
A província de Jilin limita-se com as águas costeiras e a sua linha de fronteira é de 1.438,7 quilômetros no total, incluindo a linha fronteiriça China e Coreia do Norte de 1.206 quilômetros e a fronteira China e Rússia de 232,7 quilômetros. A cidade de Huichun, na ponta oriental da província de Jilin, fica a apenas 15 km do Mar do Japão e a 4 km da Baía de Posyeta, na Rússia.

### Topografia
As características topográficas têm diferenças significativas na província de Jilin. O terreno inclina-se de sudeste para noroeste, com uma característica óbvia de que o sudeste é alto e o noroeste é baixo. A montanha de Dahei no meio divide a planície do meio-oeste em duas formas, planície central e planície oeste. A área montanhosa oriental é dividida em Montanha Changbai, área de montanha média, baixa, baixa montanha, área de colina e a planície de médio-oeste é dividido em planície de terraço central e prado ocidental, lago, zona húmida e areia. Tipos geomórficos são compostos principalmente de forma de terra vulcânica, forma de erosão, planície pluvial aluvial e planície aluvial. as Principais montanhas incluem,  Montanha Dahei, Zhangguangcai Ridge, Jilin Hada Montanha, Laoling Mountain e Mudanling Mountain. As planícies principais incluem a planície de Songnen e a planície de Liaohe. Na área total da província, as montanhas respondem por 36%, as planícies representam 30%, as planícies representam 28,2% e outras são colinas.

### Clima
A Província de Jilin está localizada no leste do continente euro-asiático e pertence ao clima de monção continental temperado, com mudança clara de quatro estações e uma estação chuvosa quente. A primavera é seca e ventosa, o verão é quente e chuvoso, o outono é frio e agradável e o inverno é frio e longo. De sudeste para noroeste, ele muda de clima úmido para clima semi-úmido e depois para clima semi-seco. Em toda a província, a temperatura do ar, a precipitação, a temperatura, o vento e os desastres meteorológicos são notavelmente variáveis de temporadas e regiões. Temperatura média anual é de 2 ℃ ~ 6 ℃, que é baixa em regiões montanhosas e maior em planícies. Temperatura média no verão é inferior a -11 ℃ e temperatura média das planícies no verão é acima de 23 ℃. Temperatura anual diferente na província varia 35 ~ 42 ℃ e diariamente diferente é geralmente entre 10 e 14 ℃. O período anual livre de geada é de 100 a 160 dias. O sol anual médio atinge 2.259 a 3.016 horas. A precipitação anual é de 400 a 600 mm, mas continua a ser uma grande diferença na estação e nas regiões. 80% das chuvas são no verão, com maior precipitação na região Nordeste. Em anos normais, luz solar, calor e água podem ser favoráveis para o crescimento das plantações.

## História
Desde tempos antigos que há humanos a viver nas terras de Jilin. O "homem Yushu", "homem An'tu" e "homem Qingshantou" de 50.000 a 10.000 anos atrás são o símbolo importante da formação da antiga civilização humana em Jilin.
Os seres humanos que viveram na terra de Jilin no tempo adiantado gradualmente desenvolveram três sistemas da tribo - Sushen, Yemack e Tongus, durante seus contatos e influências a longo prazo. Tanto quanto nos tempos de Shun e Yu, as antigas nacionalidades da província de Jilin estabeleceram uma relação tributária com a dinastia das planícies centrais e gradualmente se tornaram uma parte importante da nação chinesa.

### Evolução
A formação da região de Jilin sofreu uma longa história de evolução. A partir da dinastia Qin, Jilin foi designado pelos governos centrais de dinastias sucessivas para a jurisdição das regiões administrativas. A Dinastia Han estabeleceu prefeitura e condado lá, o Mar de Bohai da Dinastia Tang e, mais tarde, as Dinastias Liao, Jin e Yuan também estabeleceram governos, prefeituras e condados lá. A Dinastia Ming criou uma secretária e uma casa de guarda. 1653 AD (Shunzhi década na dinastia Qing), o governo Qing configurar Ningguta Angbang Zhang Jing, que foi o início do edifício da província de Jilin. Esta tinha sido a primeira vez que Jilin estava na posse de uma forma embrionária do edifício provincial, assim que teve a importância do marco na história do desenvolvimento de Jilin. 1662 dC (1 º ano do reinado do imperador Qing Kangxi), foi renomeado General Ningguta. 1673 dC (12 º ano do reinado do imperador Kangxi Qing), Jilin City foi construída em Chuanchang (atual Jilin City), conhecido como "Jilin Wula" (que significa "Yanjiang" em Manchu), e Jilin, portanto, o nome. em 1676 dC, o general Ningguta mudou-se para a cidade de Jilin. 1757 AD, o general Ningguta rebatizou o nome para Jilin, e desde então, "Jilin" expandiu do nome da cidade ao título da área administrativa. 1907 dC (33 º ano do reinado de Qing imperador Guangxu), província de Jilin foi oficialmente estabelecida.
Até a dinastia adiantada de Qing, Jilin tinha estado sempre em um estado isolado e viu o desenvolvimento social e econômico lento. No final e meados da dinastia Qing, gradualmente saiu do isolamento e viu o desenvolvimento da economia em certo grau. No início do século XX, o Nordeste tornou-se uma terra para a expansão colonial que os imperialistas russos e japoneses concorriam. Sob a influência do Movimento "4 de Maio" e mais tarde do Movimento "30 de Maio", Jilin despertou as contínuas lutas patrióticas anti-imperialistas. Com o desenvolvimento da indústria e do comércio nacionais, as cidades de escala moderna surgiram uma após a outra. Após o Incidente do "18 de Setembro" em 1931, Jilin tornou-se uma colônia do Japão.

### Tradição revolucionária gloriosa
O povo forte e corajoso de Jilin tinha as gloriosas tradições revolucionárias para a luta anti-imperialista e antifeudal. Enfrentando a invasão bárbara de colonialistas e imperialistas russos e japoneses, o povo de Jilin foi obrigado a resistir tenazmente e demonstrou plenamente o espírito de luta inflexível e positivo da nação chinesa. Em particular, o povo de Jilin levantou-se para resistir ao Japão militante e lutou duramente contra os inimigos durante a guerra de luta contra a agressão imperialista japonesa. Da ascensão de voluntários antijaponeses como Wang Delin, Tang Juwu e Wang Fengge na fase inicial de ocupação para a batalha feroz com derramamento de sangue do Exército Amalgamado Anti-Japonês  da Primeira Rota sob a liderança de Yang Jingyu, Wei Zhengmin e Wang Detai, Os povos de Jilin compuseram numerosos cânticos grandes do patriotismo com seus sangue e vidas.

### Libertação de Jilin
Durante a luta pela libertação do Nordeste, o Exército Democrático do Nordeste Democrático (mais tarde denominado Exército Popular de Libertação do Nordeste) desencadeou batalhas que surpreenderam a China e os países estrangeiros sob a liderança do Partido Comunista da China, incluindo "Quatro Batalhas para Siping" Linjiang por quatro vezes "e" indo para o sul de Songhua Jiang por três vezes", que se tornou a chave para inverter a complexidade da guerra para o Nordeste da China. A campanha de Liaohsi-Shenyang começou em 1948 e o Exército Popular de Libertação do Nordeste sitiou Changchun. Sob ofensivas políticas e pressão militar, as tropas do Kuomintang em Changchun renderam-se ao Exército Popular de Libertação. Até então, todo o território de Jilin foi libertado.